# Robert Thérien
Pour les articles homonymes, voir Thérien (homonymie).
 (juin 2017).
Si vous disposez d'ouvrages ou d'articles de référence ou si vous connaissez des sites web de qualité traitant du thème abordé ici, merci de compléter l'article en donnant les références utiles à sa vérifiabilité et en les liant à la section « Notes et références ».
Robert Thérien (Sainte-Anne-des-Plaines, le 25 décembre 1949 - ) est un homme politique québécois. Il a été député pour le Parti libéral du Québec de 1985 à 1997.

## Biographie

### Formation et début de carrière
Avant de se lancer en politique, Robert Thérien était voué à une carrière dans l'enseignement. Il est titulaire d'un baccalauréat en pédagogie et de baccalauréat spécialisé en éducation de l'UQAM. En 1977, il complète une maîtrise en sciences humaines à l'Université de Sherbrooke. Il exerce sa profession de 1970 à 1985.

### Vie politique
En 1979, Thérien est élu maire de sa municipalité d'origine Sainte-Anne-des-Plaines. À l'élection de 1985, il se présente pour le Parti libéral du Québec dans la circonscription de Rousseau. Il défera le député péquiste sortant René Blouin par 4 115 voix. Il sera réélu à l'élection suivante. En raison de la création de la nouvelle circonscription de Bertrand, il s'y présente à l'élection de 1994, frolant la défaite à 146 voix face au Parti québécois. Pendant ses mandats, il est adjoint parlementaire au ministre des Transports du 26 août 1987 au 11 janvier 1994, et président du caucus du gouvernement du 11 janvier 1994 au 24 juillet 1994.

### Révocation de l'élection
Durant l'élection de 1994, Thérien commet deux manœuvres électorales frauduleuses. D'abord, il vote dans la circonscription où il se présente, sans que sa résidence officielle n'y soit, mais aussi, son personnel électoral incite plusieurs citoyens à s'inscrire sur la liste électorale bien qu'il n'aient qu'une résidence secondaire dans la circonscription de Bertrand. La Cour du Québec ordonne, le 21 février 1996 l'annulation de l'élection de Thérien. Thérien restera toutefois en poste jusqu'en mars 1997, car la cause fut portée, sans succès, en appel. Les démarches judiciaires auront duré près de deux ans et demi.

### Vie après la politique
De 1997 à 2002, Robert Thérien est professeur d'économie à temps partiel. Il travaille par la suite en développement des affaires pour la firme OPROM de 1998 à 2001. Il est directeur des relations d'affaires chez GTS Inc. à compter de 2002.

## Compléments